# Agave parryi
Агава Паррі (Agave parryi, Engelm.; синоніми:  Agave patoni Trel.; Agave chihuahuana Trel.) — сукулентна рослина роду агава (Agave) підродини агавових (Agavoideae).

## Етимологія

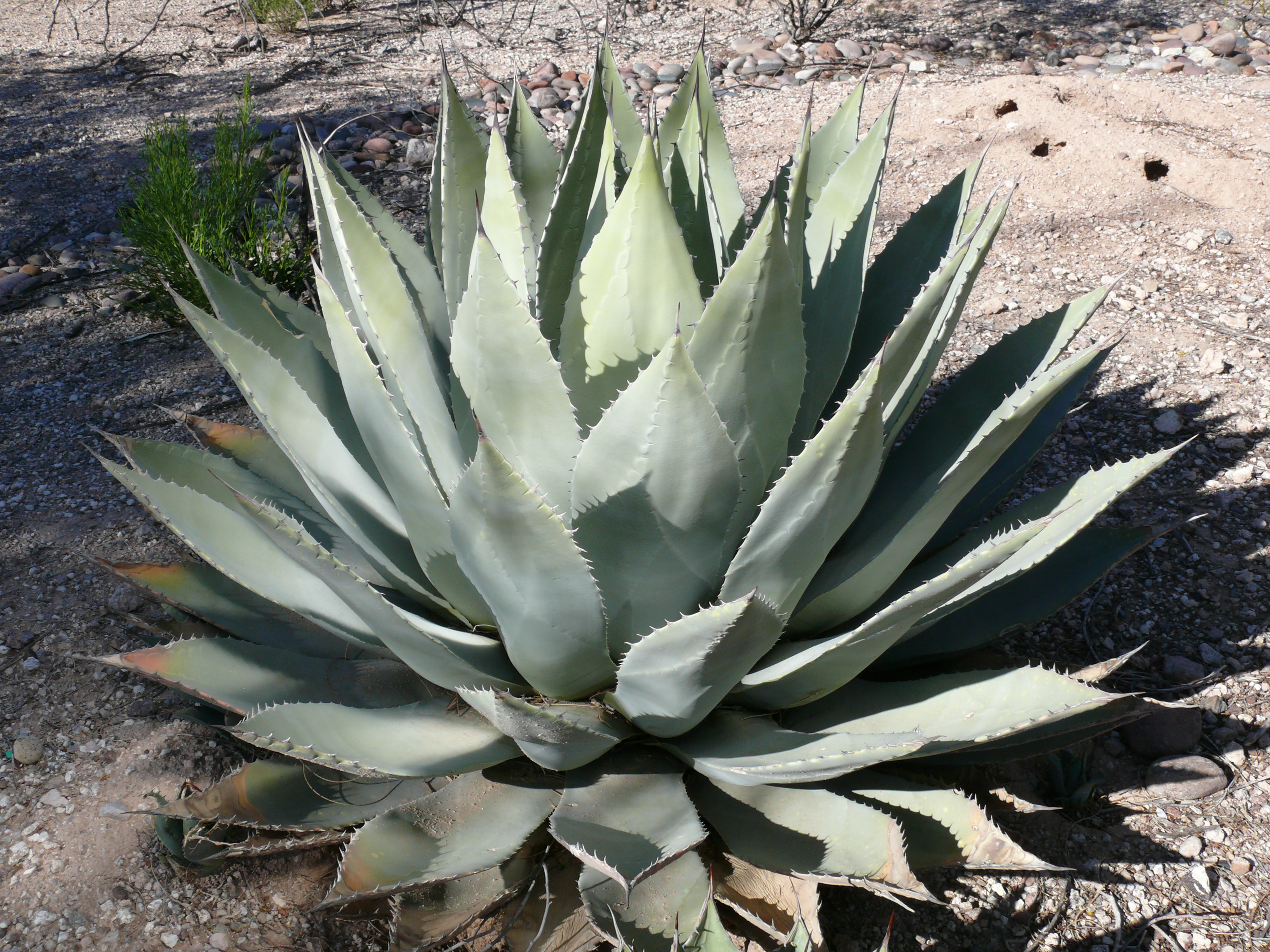
Agave parryi subsp. parryi var. huachucensis

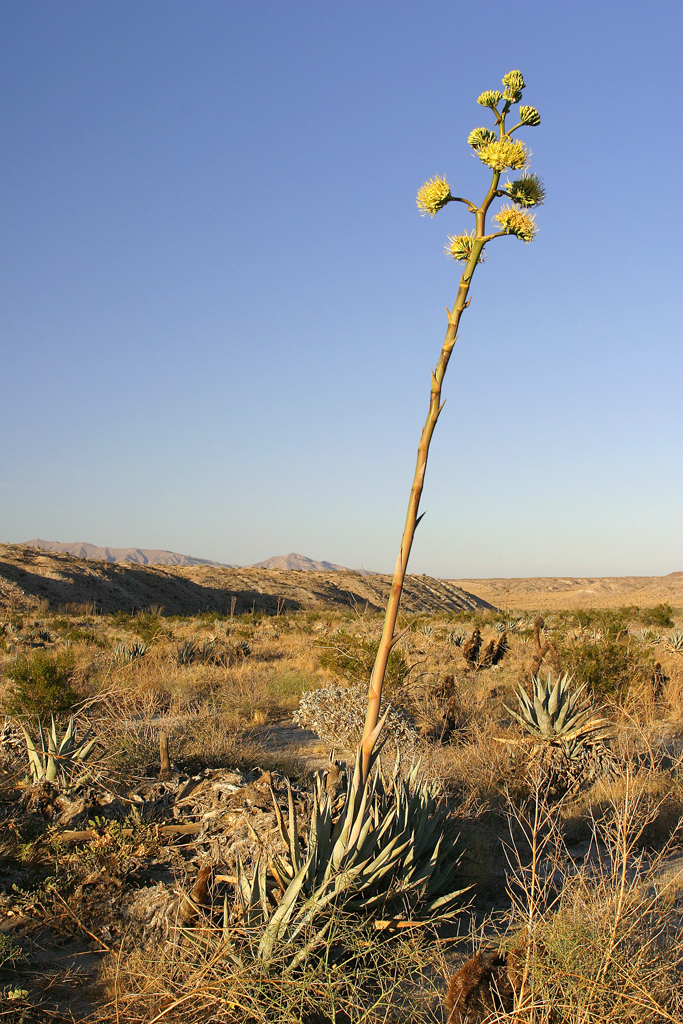
Цвітіння Agave parryi

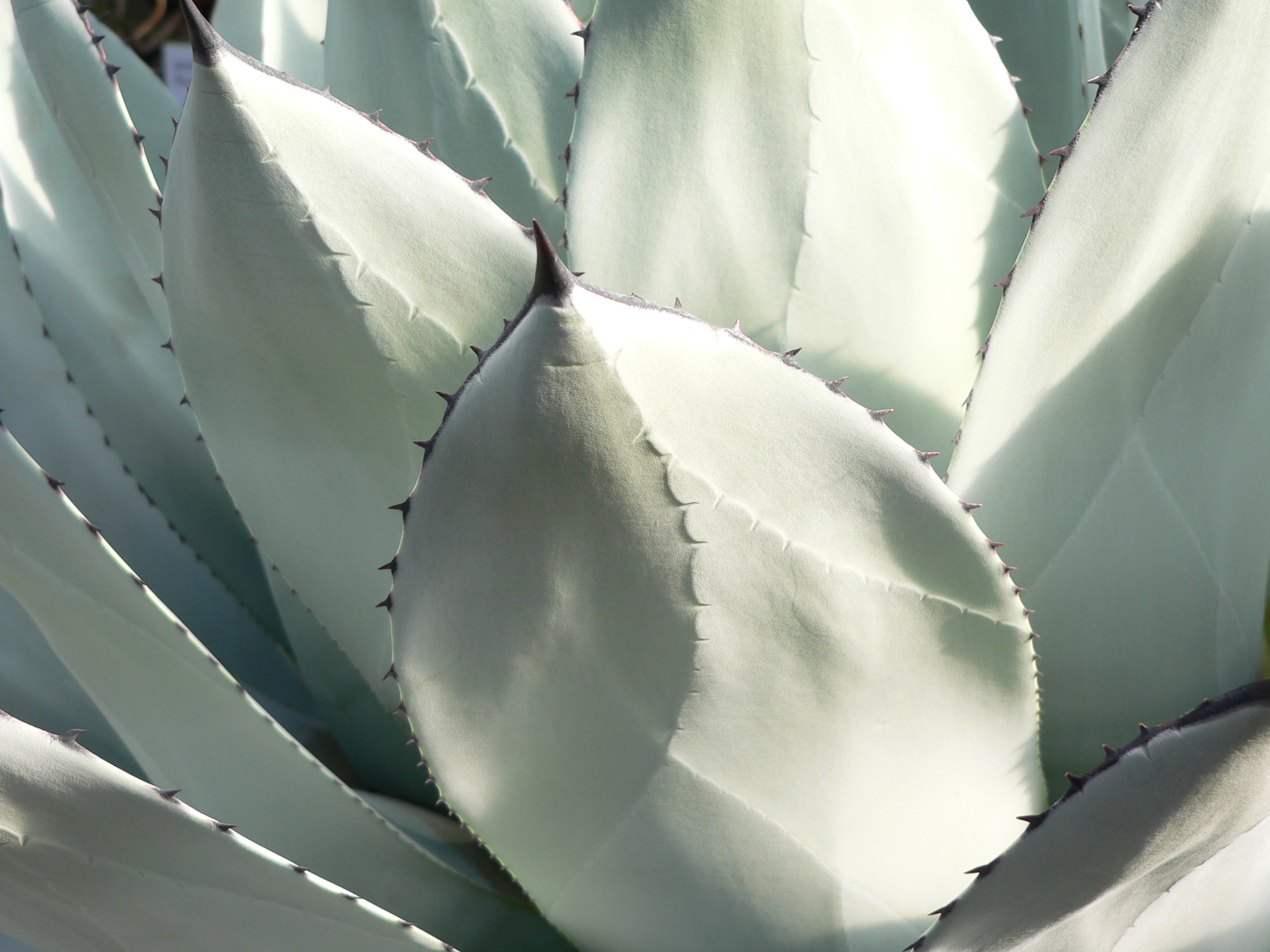
Листя Agave parryi

Видова назва дана на честь ботаніка, польового дослідника, англійця за походженням Чарльза Крістофера Паррі (Dr. Charles Christopher Parry (1823-1890).

## Підвиди
- Agave parryi subsp. neomexicana
- Agave parryi subsp. parryi
- Agave parryi subsp. parryi var. couesii
- Agave parryi subsp. parryi var. huachucensis
- Agave parryi subsp. parryi var. parryi

## Місцеві назви
- Coues agave (Agave parryi subsp. parryi var. couesii)
- Huachuca agave (Agave parryi subsp. parryi var. huachucensis)
- New Mexico agave (Agave parryi subsp. neomexicana)
- Parry agave (Agave parryi subsp. parryi var. parryi)
- Mescal-Agave (Agave parryi subsp. parryi var. parryi)
- Mescal (Agave parryi subsp. parryi var. parryi)

## Морфологічні ознаки
Кущоподібна рослина з сильно укороченим розгалуженим стеблом і компактною прикореневою розеткою діаметром 50-80 см, утвореною 100-160 черепичасто розташованими листками. Жорсткі, подовжено-яйцеподібні листки, загострені на кінцях, мають довжину 25-40 см і ширину 8-10 см. Поверхня листка може бути різного кольору, від світло-зеленого до сіро-зеленого, з потужними коричневими шипами довжиною 1,5-3 см по краях. У дорослих рослин з часом з розетки виростає пряме суцвіття заввишки 4-6 м з 20-30 китицями численних зеленувато-жовтих квіток завдовжки 6-7 см.

## Місце зростания
Ареал розташований в гірських і посушливих областях північної Мексики (штат Чіуауа); скелясті райони на півдні США (Аризона, Нью-Мексико).

## Догляд
Рослина має компактний розмір, проста в культурі рослина, якій необхідні яскраво освітлене місце й піщаний ґрунт з гарним дренажем, споживає обмаль води, а також є досить стійкою до морозу, щоправда дані ражуче різняться від −15 °C і до −21 °C, а за деякими даними навіть −29 °C, що робить її цілком придатною для вирощування на теренах України, при обов'язковому забезпеченні належних сухих умов зимівлі. Ліпше не перевіряти максимальні мінусові позначки та ризикувати рослиною, її просто утеплюють, або викопують й поміщають у погріб з утепленою лядою, або ж просто заносять у хатину. Може бути ефектно використана в садових гірках у поєднанні з деякими видами опунцій — витривалими кактусами (−30 °C), що мають тривале рясне квітування із утворенням запашних смачних їстівних плодів.

## Розмноження
Розмножується насінням або прикореневими пагонами у весняно-літній період.